# Palabra de mujer (álbum de Mónica Naranjo)
Palabra de mujer es el nombre del segundo álbum de estudio grabado por la cantautora española Mónica Naranjo. Fue lanzado al mercado bajo el sello discográfico Sony Music el 27 de mayo de 1997 en México, donde vendió más de 700.000 de copias. [cita requerida]

## Antecedentes y recepción
Al ver el éxito de la cantante en dicho país, Sony Music decidió lanzar el álbum también en España el 10 de junio de ese mismo año. Allí vendió más de un millón de copias.[cita requerida] El álbum al igual que su predecesor, Mónica Naranjo, lanzado al mercado en 1994, fue alabado por la crítica. Allmusic lo puntuó con un cuatro y medio sobre cinco.

## Lista de canciones
| N.º | Título                     | Duración |  |
| 1.  | «Desátame»                 | 4:49     |  |
| 2.  | «Empiezo a recordarte»     | 4:10     |  |
| 3.  | «Yo vengo y tú te vas»     | 4:11     |  |
| 4.  | «Entender el amor»         | 5:26     |  |
| 5.  | «Ámame o déjame»           | 4:59     |  |
| 6.  | «Pantera en libertad»      | 4:43     |  |
| 7.  | «Rezando en soledad»       | 4:51     |  |
| 8.  | «Las campanas del amor»    | 4:08     |  |
| 9.  | «Miedo»                    | 3:40     |  |
| 10. | «Tú y yo volvemos al amor» | 4:32     |  |

## Posicionamiento en listas
| Listas (2005)       | Mejor posición |
| ------------------- | -------------- |
| España (PROMUSICAE) | 90             |

| Listas (1997)       | Mejor posición |
| ------------------- | -------------- |
| España (PROMUSICAE) | 2              |
| Listas (1998)       | Mejor posición |
| España (PROMUSICAE) | 7              |

## Certificaciones
| País           | Organismo certificador | Certificación | Ventas certificadas | Ref         |
| -------------- | ---------------------- | ------------- | ------------------- | ----------- |
| Estados Unidos | RIAA                   | Platino       | 80 000              | [ 3 ]       |
| España         | PROMUSICAE             | 10x Platino   | 1 000 000           | [ 4 ] [ 5 ] |